# الاتحاد العام للمرأة الفلسطينية
الاتحاد العام للمرأة الفلسطينية (اختصارًا GUPW) منظمة فلسطينية غير حكومية تأسست عام 1965 كمنظمة تتبع منظمة التحرير الفلسطينية، ويشكل مظلة لمنظمات المرأة غير الحكومية في فلسطين ويسعى لتعزيز مكانة المرأة الفلسطينية، ورعاية المنظمات النسائية غير الحكومية في فلسطين، ومقراته في غزة ورام الله وله فروع في العديد من الدول العربية.

## التأسيس
تأسس الاتحاد بعد مؤتمر القدس التأسيسي الأول عام 1965 تحت شعار «نحو توحيد جهود الهيئات النسائية الفلسطينية من أجل تحرير الوطن المغتصب»، وذلك من أجل تنظيم وتعبئة طاقات المرأة الفلسطينية أينما كانت في خدمة القضية الفلسطينية، والنضال من أجل تحقيق المساواة بين الجنسين في كافة الحقوق. وقد تشكلت اللجنة التحضيرية من الأخوات: زليخة الشهابي وسميرة أبو غزالة وسعاد الكيلاني وفايزة عبد المجيد وسلمى الخضراء الجيوسي ووديعة خرطبيل ورشيدة المصري والحاجة عندليب العمد.

## الأهداف
- النهوض بوضع المرأة الفلسطينية لتحقيق مساواتها بالرجل بالحقوق والواجبات، وتمكينها من المشاركة الحقيقية في صنـع القرار وحشـد طاقاتها نحـو التحرير وإنجاز الحقوق الوطنية الثابتة للشعب الفلسطيني، وفي مقدمتها حق العودة بناءَ للقـرار 194.
- الارتقاء بدور المرأة وزيادة مساهمتها في عملية التنمية وأفساح المجال لديها لتنمية قدراتها العلمية والمهنيه واكتساب المهارات والخبرات الضروريه لمواجهة معركة الحياة اليومية.
- مناصرة القضية الفلسطينية عبر توثيق العلاقات والاتصالات مع المؤسسات النسائية والعربية والدوليه.
- توثيق العلاقات مع الإتحادات الرديفة والمؤسسات العربية والدولية وتنسيق الجهود في مختلف القضايا التي تهـم المرأة في إطار الأهداف المشتركة.
- الإسهام في محـو أمية المرأة الأبجدية والقانونية والثقافية والسياسية.
- إنشاء مشاريع إنتاجية ذات جدوى أقتصادية تُساهـمْ في النهوض بوضـع المرأة وتؤمـن الاكتفاء الذاتي.[4]

## محطات بارزة
نظمت المراة الفلسطينية أول تظاهرة احتجاجية ضد الاستيطان اليهودي في فلسطين عام 1893، وأعقب ذلك تشكيل جمعيات خيرية وعقد أول مؤتمر نسائي فلسطيني في القدس عام 1929 والتي انبثقت منه «اللجنة التنفيذية لجمعية السيدات العربيات» و«الاتحاد النسائي العربي» في القدس ونابلس. نشطت المؤسسات النسائية كدور الأيتام ومراكز رعاية المسنين حتى تأسيس الاتحاد العام للمرأة الفلسطينية عام 1965، أصبح الاتحاد منذ تأسيسه عام عضوا في الاتحاد النسائي العربي العام الذي تأسس عام 1944، وشغل موقع رئيس الاتحاد لدورة واحدة عام 1978، ونائب رئيس منذ عام 1974، واكتسب الاتحاد موقع نائب رئيس في المنظمة العربية للأسرة ومقرها تونس عام 1986، وأصبح الاتحاد عضواً في لجنة المرأة العربية التابعة لجامعة الدول العربية منذ تأسيسها، كما مثل الاتحاد منظمة التحرير في لجان المرأة العربية والمجلس الأعلى للأسرة والطفولة.
انضم عام 1968 لعضوية الاتحاد النسائي الديمقراطي العالمي (اندع)، وأصبح عضواً في مكتبه الدائم عام 1975، وذلك في ضوء الدور الهام الذي قام به الاتحاد لصالح تعديل البنية الهيكلية (اندع) على أساس استيعاب منظمات دول العالم الثالث. كما أصبح الاتحاد العام للمرأة الفلسطينية نائب رئيس في (اندع) منذ عام 1981، ويشارك الاتحاد بصفة مراقب في الاجتماعات التي تنظمها لجنة المرأة التابعة للأمم المتحدة والتي تشكلت عام 1975، وتعقد اجتماعاتها دورياً في آذار/ مارس من كل عام، ويتولى الاتحاد منصب نائب رئيس في الاتحاد الدولي للمؤسسات العائلية منذ عام 1985.
وعلى الصعيد الحقوقي وضع الاتحاد عام 1992 وثيقة المبادئ النسوية كما وضع وثيقتين قدمتا إلى المجلس التشريعي الفلسطيني، وتتضمنان مقترحات تعديلية على قوانين الأحوال الشخصية. إضافة إلى ذلك شكلت لجان متخصصة لمتابعة قضايا وحقوق المرأة في كل من الضفة الغربية وقطاع غزة. كما ورفع الاتحاد العام صوت المرأة الفلسطينية عالياً في جميع المحافل العربية والدولية، وشكل إسناداً جدياً لبرامج منظمة التحرير الفلسطينية مثل برامج العودة وتقرير المصير وإقامة الدولة الفلسطينية المستقلة. كما ويسجل الاتحاد العام للمرأة الفلسطينية قدرته في الحفاظ على وحدته السياسية والتنظيمية بالرغم من المتغيرات الواسعة التي أحاطت بأوضاع منظمة التحرير الفلسطينية منذ عام 1993، ومن الجدير ذكره أن الاتحاد لا يزال يمثل في قيادته جميع ألوان الطيف السياسي الفلسطيني الممثلة في منظمة التحرير الفلسطينية.